# Johnson Bagoole
Johnson Bagoole (ur. 12 marca 1980 w Jinja – zm. 21 czerwca 2018) – ugandyjski piłkarz grający na pozycji pomocnika. W swojej karierze rozegrał 27 meczów w reprezentacji Ugandy.

## Kariera klubowa
Swoją karierę piłkarską Bagoole rozpoczął w klubie Iganga Town Council FC. W sezonie 1998 zadebiutował w jego barwach w drugiej lidze ugandyjskiej. Grał w nim do końca 2005 roku. W latach 2006–2007 był zawodnikiem Express FC. W 2006 i 2007 zdobył z nim dwa Puchary Ugandy. W sezonie 2007/2008 występował w URA Kampala. 
W latach 2008–2010 Bagoole był piłkarzem rwandyjskiego Atraco FC, z którym wywalczył dwa wicemistrzostwa Rwandy w sezonach 2008/2009 i 2009/2010 oraz zdobył Puchar Rwandy w 2009 roku. W 2010 grał w kongijskim AS Vita Club, z którym został mistrzem Demokratycznej Republiki Konga. W latach 2010–2012 był graczem APR FC. W sezonach 2010/2011 i 2011/2012 sięgnął z nim po dwa dublety - mistrzostwa i Puchary Rwandy. W sezonie 2012/2013 został mistrzem Rwandy z Rayon Sports FC. W latach 2013–2017 był piłkarzem kenijskiego klubu Sofapaka FC. Dwukrotnie został z nim wicemistrzem Kenii w sezonach 2014 i 2017 oraz zdobył Puchar Kenii w 2014 roku. W sezonie 2017/2018 grał w OC Bukavu Dawa.

## Kariera reprezentacyjna
W reprezentacji Ugandy Bagoole zadebiutował 19 czerwca 2004 w przegranym 0:1 meczu eliminacji do MŚ 2006 z Republiką Zielonego Przylądka, rozegranym w Praii. Od 2004 do 2012 wystąpił w kadrze narodowej 27 razy.